# Luncșoru
Luncșoru – wieś w Rumunii, w okręgu Dolj, w gminie Ghercești. W 2011 roku liczyła 70 mieszkańców.